# Hynobius amjiensis
Hynobius amjiensis är en groddjursart som beskrevs av Gu 1992. Hynobius amjiensis ingår i släktet Hynobius, och familjen Hynobiidae. IUCN kategoriserar arten globalt som akut hotad. Inga underarter finns listade.
Arten är endemisk till Kina, eller närmare bestämt Zhejiang-provinsen, och de fortplantar sig endast naturligt i fem små gölar på toppen av berget Longwangshan i Anji härad.